# 赵志芳
赵志芳（1994年8月11日—），河北廊坊人，是一名中国女子篮球运动员，曾随队参加2016年夏季奧林匹克運動會女子篮球比赛，最终获得第十名。